# Diogo Dias Melgás
Diogo Dias Melgás (souvent écrit Melgaz), né à Cuba (Portugal) le 11 avril 1638 et mort à Évora le 10 mars 1700, est un compositeur portugais de la période baroque.

## Biographie
Prêtre de l'archidiocèse d'Évora, il est l'élève de João Lourenço Rebelo et occupe le poste de maître de chapelle de la cathédrale d'Évora à partir de 1678. Il meurt aveugle. Une partie de ses œuvres ont été conservées aux archives des cathédrales d'Évora et de Lisbonne ; elles ont été éditées et publiées en notation moderne par la Fondation Calouste-Gulbenkian en 1978 (t. XXII de la collection Portugaliae Musica). 

## Discographie
- Pro Cantione Antiqua, Music of the Portuguese Renaissance, Hyperion, 1994
- The Sixteen, Diogo Dias Melgás / João Lourenço Rebelo, Sacred Music from Seventeenth Century Portugal, 1996, réédité en 2004 sous le titre A Golden Age of Portuguese Music ;
- The King's Singers, The Golden Age, Signum Classics, 2008